# República Democrática de Afganistán
La República Democrática de Afganistán (darí; جمهوری دمکراتی افغانستان; Jumhūri-ye Dimukrātī-ye Afġānistān) renombrada en 1987 como la República de Afganistán (darí; جمهوری افغانستان; Jumhūrī-ye Afġānistān) o simplemente Afganistán comunista, fue un Estado socialista establecido en Afganistán por el Partido Democrático Popular de Afganistán (PDPA) en 1978, durante la Revolución de Saur, y que tuvo vigencia hasta 1992.

## Antecedentes
El advenimiento de la revolución comunista en Afganistán se puede atribuir al asesinato de Mohammed Akbar Khaibar el 17 de abril de 1978. Mohammed Akbar Khaibar, era un miembro prominente del Partido Democrático Popular de Afganistán (PDPA) y supuestamente fue asesinado por el gobierno de Afganistán, presidido por Mohammed Daud Khan. El gobierno negó cualquier participación, pero los líderes del PDPA temían que Daoud planeara exterminarlos a todos. Muchos fueron arrestados después del funeral de Khaibar, incluidos Nur Muhammad Taraki y Babrak Karmal. Hafizullah Amin y varios oficiales del ala militar del PDPA lograron mantenerse grandes y organizados.

## Historia
El PDPA, dividido entre las facciones, Jalq (ala radical) y Parcham (ala moderada), sucede al régimen de Daud, formando un nuevo gobierno bajo el liderazgo de Nur Muhammad Taraki de la facción Jalq. En Kabul, el gabinete inicial parecía haber sido cuidadosamente construido para asignar puestos alternativamente a los años de Jalqis y Parchamis. Por lo tanto, Taraki (Jalqi) fue primer ministro, Karmal (Parchami) fue vice primer ministro y Hafizullah Amin (Jalqi) fue ministro de Relaciones Exteriores.
Bajo la monarquía, la esperanza de vida era de 35 años, en parte debido a la elevada mortalidad infantil. El analfabetismo afectaba al 90% de la población. Al principio, el cambio de régimen parecía contar con el apoyo del pueblo afgano. Los periodistas extranjeros en Kabul, informó el New York Times, se sorprendieron al encontrar que "casi todos los afganos que entrevistaron dijeron que estaban encantados con el golpe. El Washington Post informa de que "la lealtad de los afganos al gobierno no puede ser cuestionada".
Una vez en el poder, el partido implementó una agenda socialista. Proclamó un Estado ateo y se embarcó en una reforma agraria mal planificada que los afganos no entendieron. Además, envió a las cárceles, torturó o mató a miles de miembros de la élite tradicional, el clero y la intelligentsia. A los pocos meses, el partido expulsa a los parchamíes. Algunos, como Karmal, se exilian en la Unión Soviética o en Europa del Este; otros, son apresados.

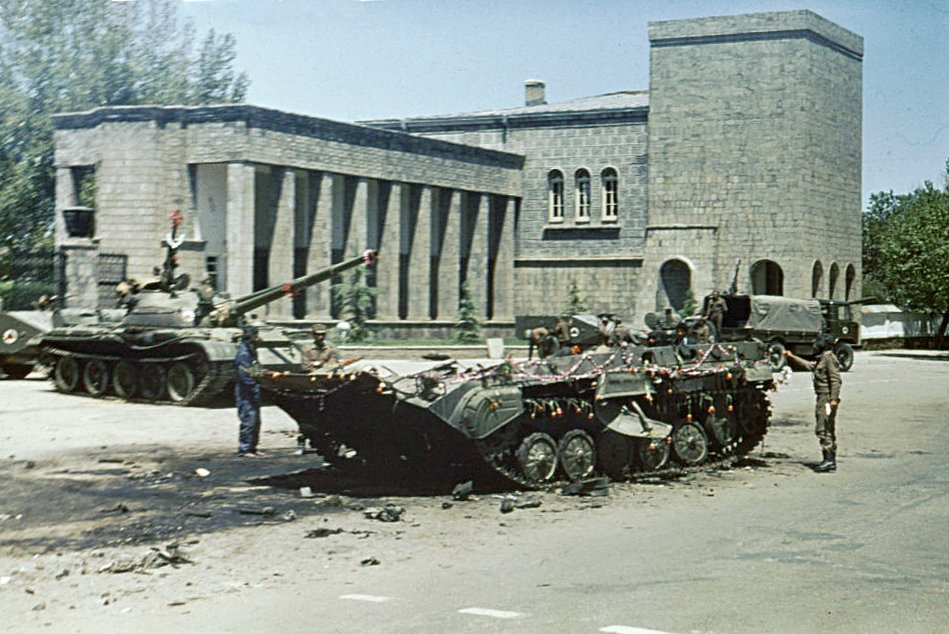
28 de abril de 1978, el día después de la Revolución Saur en Kabul.

Los nuevos gobernantes también prohíben la usura, introdujeron la asistencia médica gratuita, emprendieron una campaña de alfabetización, hacen varias declaraciones sobre los derechos de la mujer, la igualdad de género y la introducción de más mujeres en la vida política.
La mayoría de la población de las ciudades, incluida Kabul, vio cambios con los vinos añejos o se mostró ambivalente sobre estas políticas. Sin embargo, la naturaleza secular del gobierno lo ha hecho impopular entre los afganos más religiosos y conservadores de las aldeas y el campo, a favor de las restricciones islámicas tradicionales sobre los derechos y medios de vida de las mujeres.
La oposición se incrementó después de la intervención del país por la Unión Soviética a fines de diciembre de 1979. Los Estados Unidos vieron la situación como una oportunidad privilegiada para debilitar a la Unión Soviética, y el movimiento esencialmente marcó el final de la Era de la Distensión iniciada por el exsecretario de Estado Henry Kissinger. En 1978, Estados Unidos comenzó a entrenar a insurgentes y a dirigir transmisiones de propaganda a Afganistán desde Pakistán.
Luego, a principios de 1979, los oficiales del servicio diplomático de Estados Unidos comenzaron a reunir a líderes insurgentes extranjeros para determinar sus necesidades. En Estados Unidos se les llegó a llamar como «combatientes de la libertad» (en inglés, freedom fighters).
Según el entonces secretario de Estado estadounidense, Zbigniew Brzezinski, la ayuda de la CIA a los insurgentes en Afganistán se aprobó en julio de 1979, seis meses antes de la intervención soviética. Brzezinski afirmó que la ayuda a los insurgentes, iniciada bajo la administración de Jimmy Carter, tenía la intención de provocar la intervención soviética. En este contexto se planificó la Operación Ciclón.
Inicialmente, dicha operación se limitó a brindar armamento de fabricación soviética, reclutamiento de voluntarios y canalización de aportaciones económicas de países de la región —como Arabia Saudita y el Egipto de Anwar el-Sadat—, de manera que se disimulara el apoyo estadounidense. Asimismo, este plan contó con el apoyo de los servicios de inteligencia de Pakistán, donde operaban muchos grupos muyahidines.
Posteriormente, esta fue impulsada significativamente, de manera más decida y abierta, bajo la administración de Ronald Reagan, quien se comprometió a revertir la influencia de la Unión Soviética en el tercer Mundo. De esta manera, tras el abierto apoyo estadounidense, los muyahidines pudieron nivelar a las fuerzas soviéticas que intervendrían más tarde en el conflicto.

### Intervención soviética

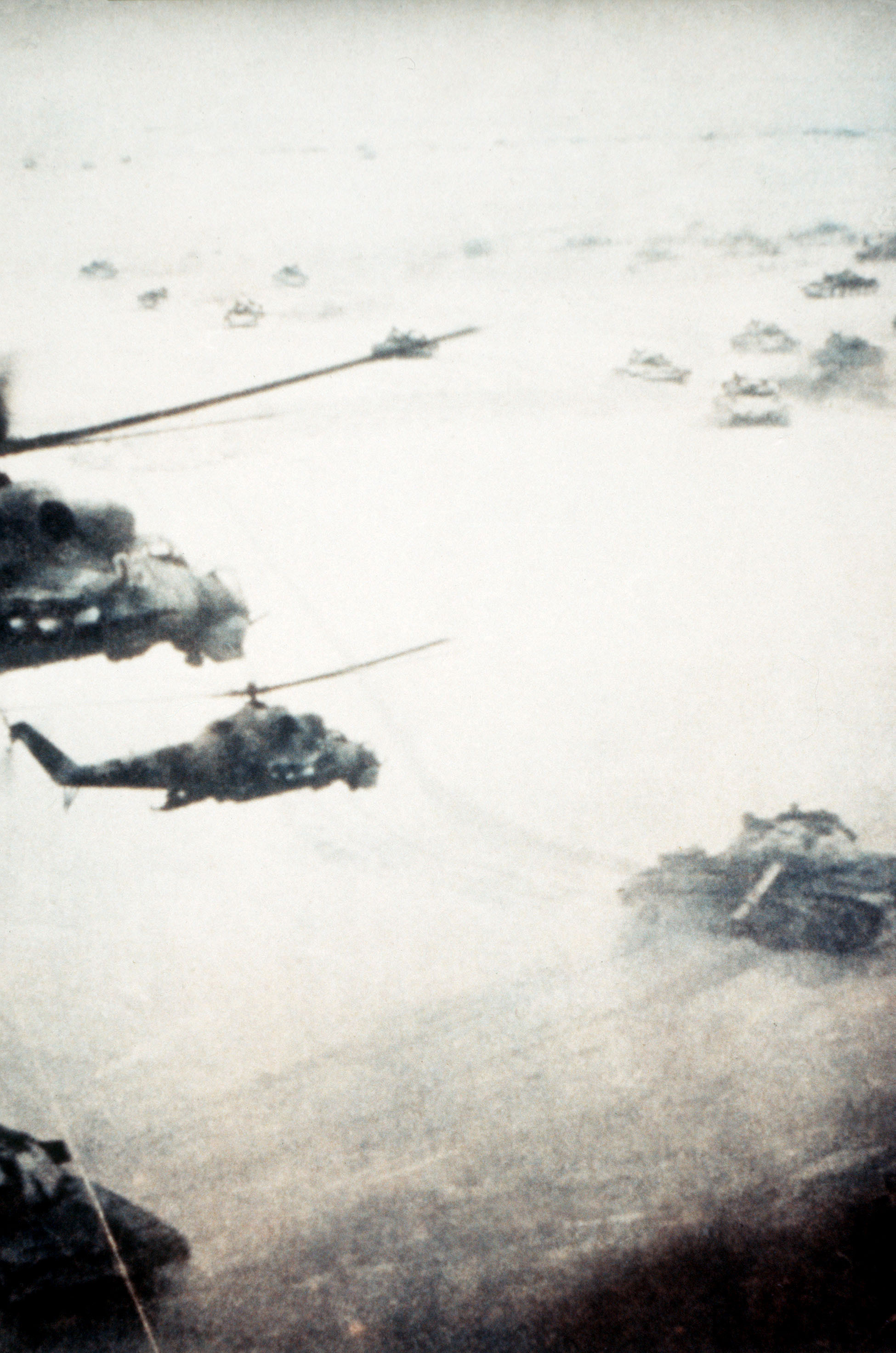
Fuerzas terrestres soviéticas en acción durante una operación ofensiva contra la resistencia islámica, los muyahidines.

De acuerdo con la historiadora Nikita Mendkóvich, antes de la victoria de la Revolución de Saur, la política soviética con Afganistán era que este país se mantuviese neutral durante la Guerra Fría debido a que este permitía un equilibrio entre las repúblicas centroasiáticas de la URSS y varios Estados adversarios de la región como Pakistán, Irán y China.
Por otro lado, pese a las reformas que Nur Muhammad Taraki promovió, no logró conectar con la población afgana, sino que incluso generó gran rechazo, sobre todo entre los ricos terratenientes y los islamistas más conservadores. Esto provocó la conformación de una resistencia armada a Taraki. Sin embargo, para el 16 de septiembre de 1979 su propio ministro de Defensa, Hafizullah Amín, lo derroca. Días después Taraki moriría tras ser asfixiado con una almohada.
Asimismo, pese a que dirigencia afgana solicitó apoyo militar a la Unión Soviética en reiteradas oportunidades, los soviéticos inicialmente rechazaron ingresar a territorio afgano. Yuri Andrópov, entonces jefe de la KGB, afirmó que «La única manera de garantizar que la revolución afgana no fracase es enviando tropas, pero no podemos hacerlo. El riesgo es demasiado alto».
No obstante, los soviéticos posteriormente vieron como una amenaza para las repúblicas centroasiáticas soviéticas que Afganistán cayera bajo el poder de islamistas extremistas o de milicias afines a Occidente, por lo que decidieron intervenir directamente en el conflicto.
Finalmente, el Ejército Soviético invadió Afganistán el 25 de diciembre de 1979, el año siguiente al golpe de Estado comunista, con el objetivo de derrocar al presidente Hafizullah Amin, considerado incapaz de enfrentarse a los rebeldes muyahidines y cuya lealtad a la Unión Soviética había sido puesta en duda. Ejecutado por orden de un "Comité Central Revolucionario Afgano" —aunque posiblemente asesinado durante el asalto del Spetsnaz al palacio presidencial, conocida como Operación Tormenta-333—. Amin fue reemplazado por Babrak Karmal, quien regresaba de su exilio en Moscú. Desde entonces las cárceles se llenaron de jalquis.
La Unión Soviética justificó la necesidad de una intervención sobre la base de preservar al Estado comunista afgano de los ataques de los muyahidines y de mantener la paz en Asia Central. Algunos observadores añaden que otra razón puede haber sido la presencia de petróleo en la región, en un momento en que la Revolución iraní desencadenaba la segunda crisis del petróleo.
En diciembre de 1979, las tropas soviéticas se apoderaron de varias ciudades afganas, mientras que las fuerzas aerotransportadas ocuparon áreas urbanas y aeródromos en el centro del país.
Durante los primeros tres años de la invasión, los soviéticos tuvieron que lidiar con la deserción de dos tercios del ejército regular afgano, lo que ayudó a los muyahidines a mantener el 80% del territorio afgano bajo su control. Como resultado, los soviéticos, que mantenían bajo su poder solo las principales ciudades, comenzaron a emprender solo operaciones puntuales, para proteger convoyes e instalar minas antipersona.
En 1984, las tropas soviéticas sumaban 250 000 hombres.
En 1986, los soviéticos reemplazaron a Karmal con Mohammed Najibullah a la cabeza del Gobierno afgano. Najibullah trató de negociar un proceso de reconciliación nacional con los rebeldes. Mientras tanto, los soviéticos atacaron puntos fuertes afganos con helicópteros MI-24 Hind y cazabombarderos y el Spetsnaz sufrió graves bajas en tierra.
Ese año, los muyahidines comenzaron a recibir misiles tierra-aire FIM-92 Stinger, lo que hizo que los soviéticos perdieran el control de los cielos.
En 1988, Mijaíl Gorbachov decidió retirar las tropas soviéticas, sobre la base de una tregua negociada con Ahmad Shah Masud, uno de los jefes insurgentes. Un año después, el 15 de febrero de 1989, las últimas fuerzas militares soviéticas abandonaron Afganistán.
Poco después, estalló una guerra civil entre las diferentes facciones armadas de los muyahidines y el ejército del gobierno comunista del presidente Mohammed Nadjibullah.

### Colapso del gobierno

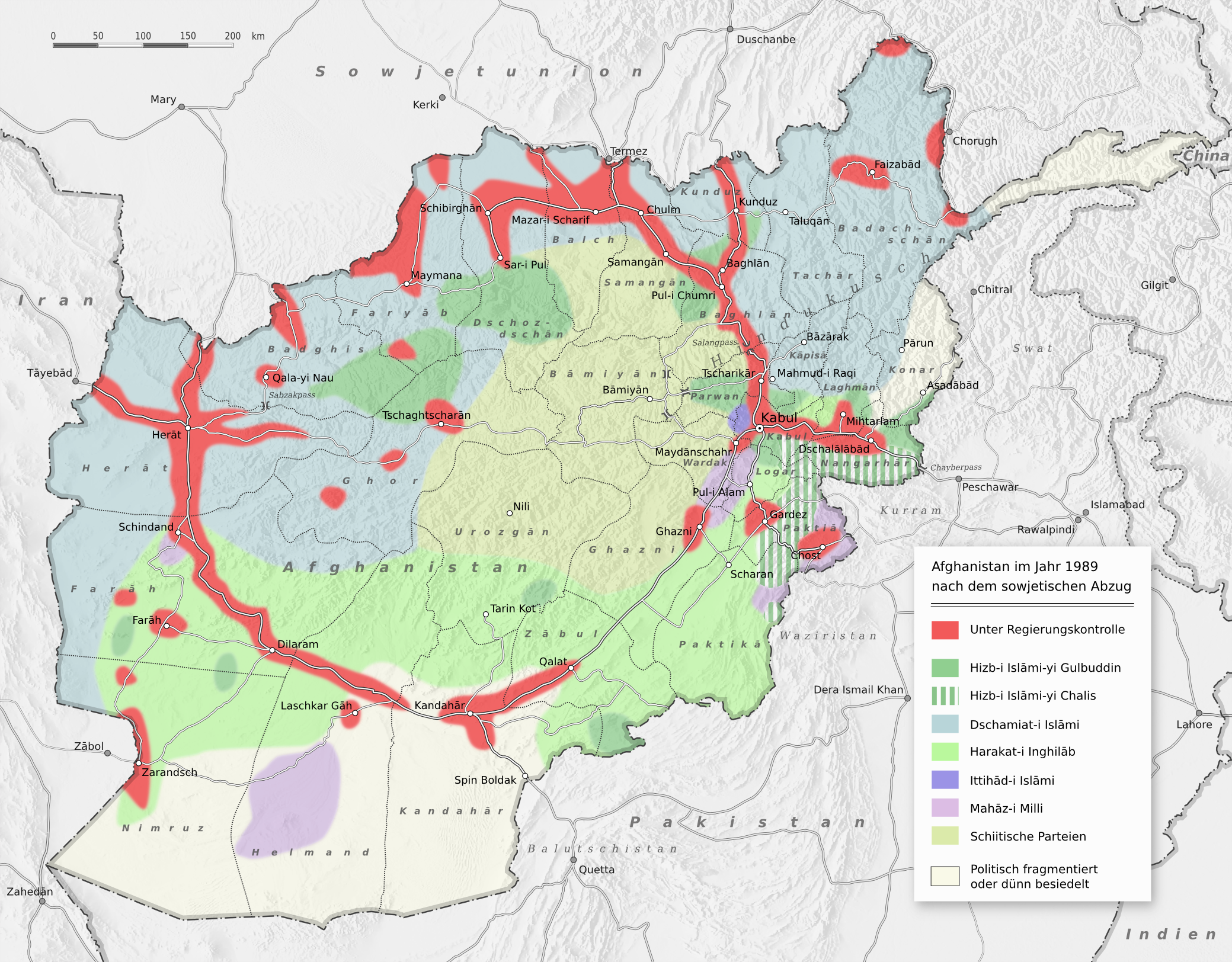
Situación política en Afganistán después de la retirada soviética a principios de 1989. El área en rojo es el control del gobierno comunista, el resto del país está controlado por muyahidines.

El período 1989-1992 de la llamada guerra civil afgana comenzó después de que los soviéticos se retiraron de Afganistán, dejando a los comunistas afganos para defenderse de los muyahidines. Sorprendentemente, el régimen sobrevivió a la retirada de los soviéticos y a la progresiva reducción de las ayudas económicas y militares. Este hecho se explica por la gran cantidad de equipamiento militar y apoyo logístico que brinda la URSS.
En 1989, el ejército y las milicias progubernamentales aún contaban con 1.568 tanques, 828 vehículos blindados, 4.880 piezas de artillería, 126 cazabombarderos y 14 helicópteros de ataque. Gran parte del equipo militar perteneciente a las unidades soviéticas evacuadas de Europa del Este se suministró a Afganistán como suministro garantizado. La República Democrática de Afganistán también siguió recibiendo ayuda masiva de la URSS, por valor de entre dos y seis mil millones de dólares al año, y los asesores militares soviéticos todavía estaban presentes en Afganistán. Esta enorme cantidad de potencia de fuego fue suficiente para mantener a raya a los muyahidines. También estaban las milicias progubernamentales, siendo la más eficaz la milicia Abdul Rashid Dostum Jozjani, oficialmente llamada División de Infantería. Con 40.000 hombres procedentes de la minoría uzbeka, recibió sus órdenes directamente de Najibullah, que la utilizó como reserva estratégica. Después de 1989, esta fuerza fue la única capaz de realizar operaciones ofensivas. La capital, Kabul, se había convertido en una ciudad-estado, donde los refugiados del campo y de los segmentos urbanos apoyaban al gobierno. El control de las grandes ciudades afganas permaneció bajo los comunistas y esto continuó hasta la caída de Kabul en 1992. Con la disolución de la Unión Soviética, la ayuda económica y militar se cortó por completo, lo que provocó el colapso del gobierno en abril de 1992.

## Política
El día de la deposición de Mohammed Daud Khan se formó un Consejo Revolucionario de las Fuerzas Armadas, que el 30 de abril de 1978 traspasó el mando a Taraki, nombrado Presidente del Presidium del Consejo Revolucionario.
El Consejo Revolucionario era la máxima autoridad del Estado. Este elegía al Presidium y al Presidente del mismo, que era el jefe de Estado y de gobierno. El Consejo Revolucionario dejó de existir con la Constitución de 1987, que restauró la Loya Jirga. La Loya Jirga restauró el nombre anterior del país, República de Afganistán y la oficina del Presidente de la República.
| No.                                                          | Nombre (año-fallecimiento)                                   | Término de cargo                                             | Término de cargo                                             | Término de cargo                                             |                                                              |                                                              |
| No.                                                          | Nombre (año-fallecimiento)                                   | Inicio                                                       | Final                                                        | Duración                                                     |                                                              |                                                              |
| Presidente del Consejo Revolucionario de las Fuerzas Armadas | Presidente del Consejo Revolucionario de las Fuerzas Armadas | Presidente del Consejo Revolucionario de las Fuerzas Armadas | Presidente del Consejo Revolucionario de las Fuerzas Armadas | Presidente del Consejo Revolucionario de las Fuerzas Armadas | Presidente del Consejo Revolucionario de las Fuerzas Armadas | Presidente del Consejo Revolucionario de las Fuerzas Armadas |
| ------------------------------------------------------------ | ------------------------------------------------------------ | ------------------------------------------------------------ | ------------------------------------------------------------ | ------------------------------------------------------------ | ------------------------------------------------------------ | ------------------------------------------------------------ |
| 1                                                            | Coronel Abdul Qadir (1944-2014)                              | 27 de abril de 1978                                          | 30 de abril de 1978                                          | 3 días                                                       |                                                              |                                                              |
| Presidente del Presidium del Consejo Revolucionario          |                                                              |                                                              |                                                              |                                                              |                                                              |                                                              |
| 1                                                            | Nur Muhammad Taraki (1917-1979)                              | 30 de abril de 1978                                          | 14 de septiembre de 1979                                     | 1 año y 137 días                                             |                                                              |                                                              |
| 2                                                            | Hafizullah Amín (1929-1979)                                  | 14 de septiembre de 1979                                     | 27 de diciembre de 1979                                      | 104 días                                                     |                                                              |                                                              |
| 3                                                            | Babrak Karmal (1929-1996)                                    | 27 de diciembre de 1979                                      | 24 de noviembre de 1986                                      | 6 años y 332 días                                            |                                                              |                                                              |
| 4                                                            | Haji Mohammad Chamkani (1947-2012)                           | 24 de noviembre de 1986                                      | 30 de septiembre de 1987                                     | 310 días                                                     |                                                              |                                                              |
| 5                                                            | Mohammad Najibulá (1947-1996)                                | 30 de septiembre de 1987                                     | 30 de noviembre de 1987                                      | 61 días                                                      |                                                              |                                                              |
| Presidente de la República                                   |                                                              |                                                              |                                                              |                                                              |                                                              |                                                              |
| 1                                                            | Mohammad Najibulá (1947-1996)                                | 30 de noviembre de 1987                                      | 16 de abril de 1992                                          | 4 años y 138 días                                            |                                                              |                                                              |
| 2                                                            | Abdul Rahim Hatef (1926-2013)                                | 16 de abril de 1992                                          | 28 de abril de 1992                                          | 12 días                                                      |                                                              |                                                              |

El partido dominante era el Partido Democrático Popular de Afganistán
(PDPA), de ideología comunista, que estaba dividido en dos alas: la Jalq («Pueblo»,
marxistas-leninistas) y la Parcham («Bandera», algo más moderados). La primera facción tuvo predominio durante la administración de Taraki. Cuando tuvo lugar la intervención soviética, éstos, que no confiaban en la ortodoxia comunista de Jalq, promovieron a los moderados, que predominaron hasta el fin de la República (en el caso de Amín, aunque originalmente miembro de Jalq, dirigió durante su breve gobierno una dura represión contra sus ex-camaradas, incluso acabando con la vida del expresidente Nur Muhammad Taraki). Desde 1987, fueron legalizados otros partidos políticos.

### Símbolos: bandera y emblema

El 19 de octubre de 1978, el gobierno del PDPA introdujo una nueva bandera, una bandera roja con un sello amarillo, y era similar a las banderas de las repúblicas soviéticas de Asia Central. La nueva bandera despertó el resentimiento popular, muchos afganos lo vieron como prueba de la naturaleza secular del gobierno del PDPA. Se mostró al público por primera vez en un mitin oficial en Kabul. La bandera roja introducida bajo Taraki fue reemplazada en 1980, poco después de la intervención soviética, a los colores más tradicionales negro, rojo y verde. La bandera del PDPA, que era roja con un sello amarillo, se retuvo para enfatizar la diferencia entre el partido y el estado para el pueblo afgano. La estrella roja, el libro y los símbolos comunistas en general, fueron retirados de la bandera en 1987 bajo Najibulá.
- 27 de abril-18 de octubre de 1978
- 19 de octubre de 1978-22 de abril de 1980
- 16 de septiembre-27 de diciembre de 1979
- 22 de abril de 1980-30 de noviembre de 1987
- 30 de noviembre de 1987-28 de abril de 1992

El nuevo emblema, que reemplazó al emblema del águila de Daud, se introdujo junto con la bandera en 1978. Cuando Karmal introdujo un nuevo emblema en 1980, dijo "es desde el púlpito que miles de fieles son conducidos al camino correcto". El libro representado en el emblema (y la bandera) generalmente se consideraba Das  Kapital, una obra de Karl Marx, y no el Corán, el texto islámico central. El último emblema fue introducido en 1987 por el gobierno de Najibulá. Este emblema fue, en contraste con los anteriores, influenciado por el Islam. La Estrella Roja y Das Kapital fueron eliminados del emblema (y la bandera). El emblema representaba el mihrab, el minbar y la shahada, un credo islámico.
- 27 de abril-19 de octubre de 1978
- 19 de octubre de 1978-22 de abril de 1980
- 22 de abril de 1980-30 de noviembre de 1987
- 30 de noviembre de 1987-28 de abril de 1992

## Leyes
Dos semanas después de la Revolución, la constitución de 1977 fue abolida y reemplazada por Las Treinta y Dos Líneas Básicas de Deberes Revolucionarios, hasta la redacción de una nueva constitución, para la cual se creó una comisión especializada. También se creó una Comisión Jurídica para hacer conocer los derechos a la población y asegurarse de que la ley se cumpla en todo el país (Afganistán sufría de una crónica deficiencia en el cumplimiento de las leyes de la autoridad central con respecto a todo el territorio). No obstante, a medida que la sublevación islamista avanzaba, se produjeron violaciones a los derechos humanos por parte de las fuerzas de seguridad de la República (especialmente el servicio de inteligencia), así como de los islamistas.

Primera bandera de la República Democrática de Afganistán (en el bienio 1978-1980).

Tras la intervención soviética, se promulgaron los Principios Fundamentales de la República Democrática de Afganistán, una ley fundamental que garantizaba los derechos de los ciudadanos a la vida, a la seguridad, a la libertad de expresión, asociación y manifestación pacífica; establecía al PDPA como el partido único legal y al Consejo Revolucionario como el poder supremo del Estado y que debía reunirse al menos dos veces al año; reconocía tres formas de propiedad: estatal, cooperativa y privada; establecía control estatal de los recursos naturales; expresaba el anhelo de construir una nación libre de la explotación del hombre por el hombre; y cambiaba la bandera a una más tradicional.
En 1987, fue promulgada una nueva Constitución, que fue enmendada en 1990. Esta carta magna abolía el Consejo Revolucionario y restauraba la tradicional Loya jirga y la Asamblea Nacional, así como al islam como la religión oficial del Estado.

## Economía
Después de la Revolución, el gobierno de Taraki procedió a la nacionalización de los sectores estratégicos de la economía y a la realización de una radical reforma agraria, que incluyó la formación de cooperativas agrícolas y la expropiación de tierras a los terratenientes y su distribución entre los campesinos (el límite de la propiedad privada de tierras era 6 hectáreas).
La proporción de la industria extractora y transformadora creció del 3,3% (1978) al 10% (1985) del PNB. En el mismo período (7 años) las inversiones en la industria nacional superaron los 55 mil millones de afganis, equivalentes apenas al 80% de las inversiones hechas en los 20 años previos. En 1984, las inversiones en los sectores estatal y mixto aumentaron un 50%. Ese año se pusieron en funcionamiento 100 nuevas empresas. Entre las mayores empresas construidas figuran el yacimiento de gas de Jarkuduk, la fábrica de pilares de hormigón armado en Puli-Humri, la empresa textil de Kandahar, la fábrica de cemento en Herat, la empresa de entretenimiento técnico de camiones en Kabul y el puente para ferrocarril y camiones sobre el río Amu-Daria. En 1984 la cosecha superó los índices previos a la Revolución.
El sector privado siguió existiendo. El gobierno de Karmal fundó la Cámara de Comercio e Industria para agrupar a los representantes del capital privado, en cuyo marco funcionaban más de veinte asociaciones de comerciantes.
Con la ayuda de la Unión Soviética en el sector estatal de la economía se construyeron cerca de doscientas empresas, las que proporcionaban la mayor parte de la producción total nacional. Entre ellas, se encontraban las centrales hidroeléctricas en Naghlu y Puli-Humri, la fábrica de fertilizantes nitrogenados en Mazar-i-Sharif, la empresa panificadora y la de casas prefabricadas en Kabul.
Con créditos de Checoslovaquia se creó una línea de trolebuses en Kabul, se equiparon las minas de hulla y se construyó una fábrica de cemento en Herat. Con los de Bulgaria, se construyeron una granja avícola, criaderos de ovejas y de seda, y se construyeron en conjunto una empresa avícola, una granja lechera, fábricas de ladrillos y de curtido de pieles y dos empresas para el pescado. La Alemania Democrática participó en la creación de una central telefónica automática en Kabul, en el tendido de líneas de comunicación y en la ampliación del sistema de suministro eléctrico en varias ciudades. Hungría participó en la construcción de una empresa de fármacos.
A comienzos de los '80, el giro comercial entre Afganistán y Japón aumentó un 33% y ambos países crearon la firma comercial mixta Nichi-Afghan Limited. En la misma época, el intercambio comercial con la India aumentó un 50%.
La guerra civil causó graves daños a la economía afgana. Solamente hasta 1985 la cifra de pérdidas ascendía a 35 mil millones de afganis.

## Sociedad
El nuevo gobierno inició un programa de reformas que eliminó la usura a nivel legal, inició una campaña de alfabetización, prohibió el cultivo del opio, legalizó los sindicatos socialistas, estableció una ley de salario mínimo y rebajó entre un 20 y un 30 por ciento los precios de artículos de primera necesidad.
A través de sus sindicatos, los obreros podían concertar contratos colectivos con la administración de las empresas, lo cual permite mejorar las condiciones de vida y trabajo. En 1984, el Consejo de Ministros examinó y aprobó el proyecto de ley laboral y el decreto sobre el orden de ingreso de obreros del sector estatal en las escuelas superiores y medias especializadas; por este medio, se capacitaba a los trabajadores, con los gastos cubiertos por el Estado. Hacia 1985, el salario de obreros y empleados fue elevado en un promedio del 26%, y a las personas de remuneración baja, en un 40-50%. El Estado subsidiaba para mantener bajos los precios de mercancías de primera necesidad como la gasolina, el gas oil, el queroseno o el azúcar; mientras que otros, como el trigo, la harina y la leña se vendían a precios fijos.
En cuanto a los derechos de la mujer, se abolió la dote, promovió la integración de mujeres al trabajo (245.000 obreras y el 40% de los médicos fueron mujeres) y a la educación (el analfabetismo femenino fue reducido del 98% al 75%, el 60% del profesorado de la Universidad de Kabul eran mujeres, 440.000 mujeres más trabajaban en educación y 80.000 participaban en la campaña de alfabetización), así como a la vida política. El Decreto N.º 7 del 17 de octubre de 1978 otorgó a las mujeres iguales derechos que los varones. El período de la República Democrática fue en el que más mujeres profesionales hubo en Afganistán, hasta la invasión de 2001.
La tasa de mortalidad infantil de menores de 5 años pasó de 380 en 1960 según el último censo oficial a 300 en 1988; el 80% de la población urbana pudo acceder a servicios de salud; el 63% de los niños y niñas realizan íntegramente el curso escolar en 1985-87; la esperanza de vida pasó de 33 años en 1960 a 42 en 1988. Centenares de miles de personas fueron alfabetizadas. Aumentó en un 50% el número de médicos, se duplicó el total de camas en los hospitales; se crearon por primera vez jardines de infancia y casas de reposo para los trabajadores.
Se realizó una ampliación de la red de establecimientos curativos, incluso en las regiones rurales más remotas. El acceso a la salud era pagado por el estado y las medicinas se vendían a precios asequibles, y para los más pobres, las medicinas se entregaban gratuitamente.
Fue fundada la Academia de Ciencias (1980), el Instituto Pedagógico (1987) y varias universidades: de Balj (1988), de Herat (1988) y de Kandahar (1990). Afganistán envió al primer y único cosmonauta de su historia, Abdul Ahad Mohmand, en 1988. También se desarrolló la cinematografía nacional.
Inicialmente se separó la religión del estado. Posteriormente, se creó un fondo estatal para la reparación y construcción de mezquitas y se anuló la expropiación del excedente de tierras a los clérigos. La constitución provisional de 1980 definía a la República Democrática de Afganistán como «de todo el pueblo musulmán trabajador». En 1987, el islam fue restaurado como religión oficial del Estado.

## Relaciones internacionales
El único gobierno con reconocimiento diplomático completo (la ONU y todos los países del mundo) fue el de Taraki. Amín tuvo un reconocimiento de facto de Estados Unidos. Después de la intervención soviética, los países capitalistas se negaron inicialmente a reconocer al gobierno afgano. Inicialmente fue reconocido por solo ocho países, pero estos aumentaron a ochenta hacia 1985.
Los muyahidines establecieron diversos gobiernos en el exilio, con reconocimiento de algunos Estados islámicos.
El gobierno del Afganistán socialista continuó con la histórica dependencia de ayuda del país en la figura de Unión Soviética. Además de este apoyo, también contaba con el de otros países del bloque socialista. Además de Estados Unidos, los peores enemigos del régimen afgano eran Pakistán, Arabia Saudita e Irán, pues promovían las actividades subversivas. El aliado regional más firme era la India.

## Fuerzas armadas

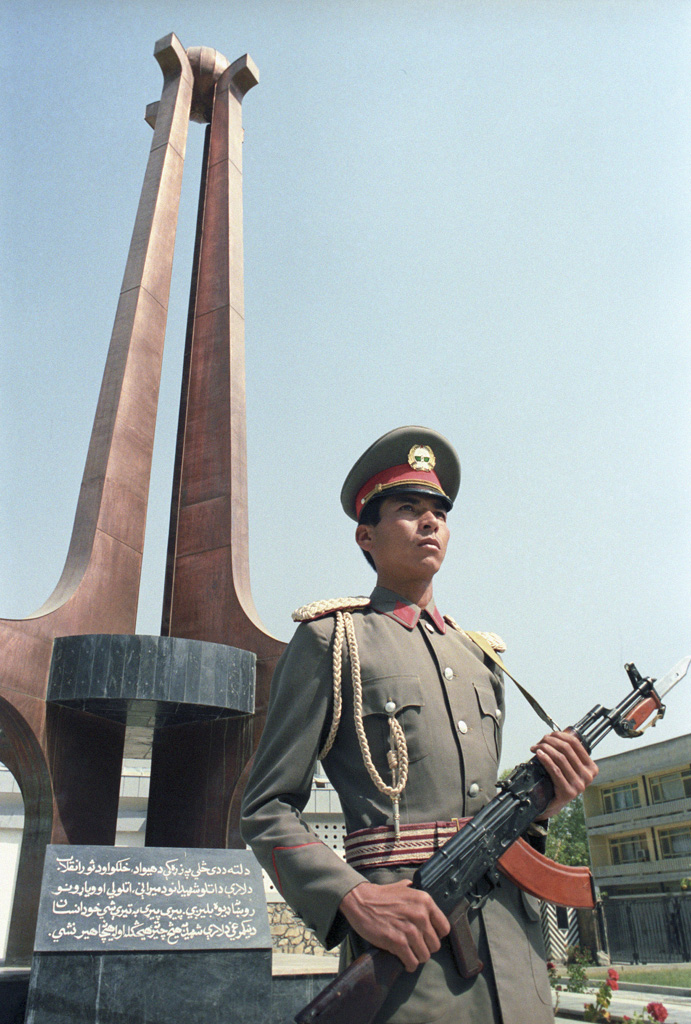
Guardia de honor del Monumento a los Soldados Internacionalistas soviéticos en Kabul, 1986.

A finales de la década de 1980, las Fuerzas Armadas consistían entre 30.000 y 40.000 soldados y oficiales, que se elevaban a 300 mil con las milicias revolucionarias (como la del propio PDPA o las de carácter tribal). Estaban equipados con tanques, vehículos de combate de infantería, vehículos blindados, aeronaves de combate y de transporte (incluyendo helicópteros), etc., de fabricación soviética. La República Democrática contaba también con los zarandoi (policía del Ministerio del Interior, 115.000 integrantes), los Destacamentos Populares de Defensa de la Revolución (que desempeñaban tareas de vigilancia colectiva frente a la injerencia externa y los actos de desestabilización del sistema político afgano) y la central de inteligencia JAD (20.000 integrantes).